# Rivierre-Casalis

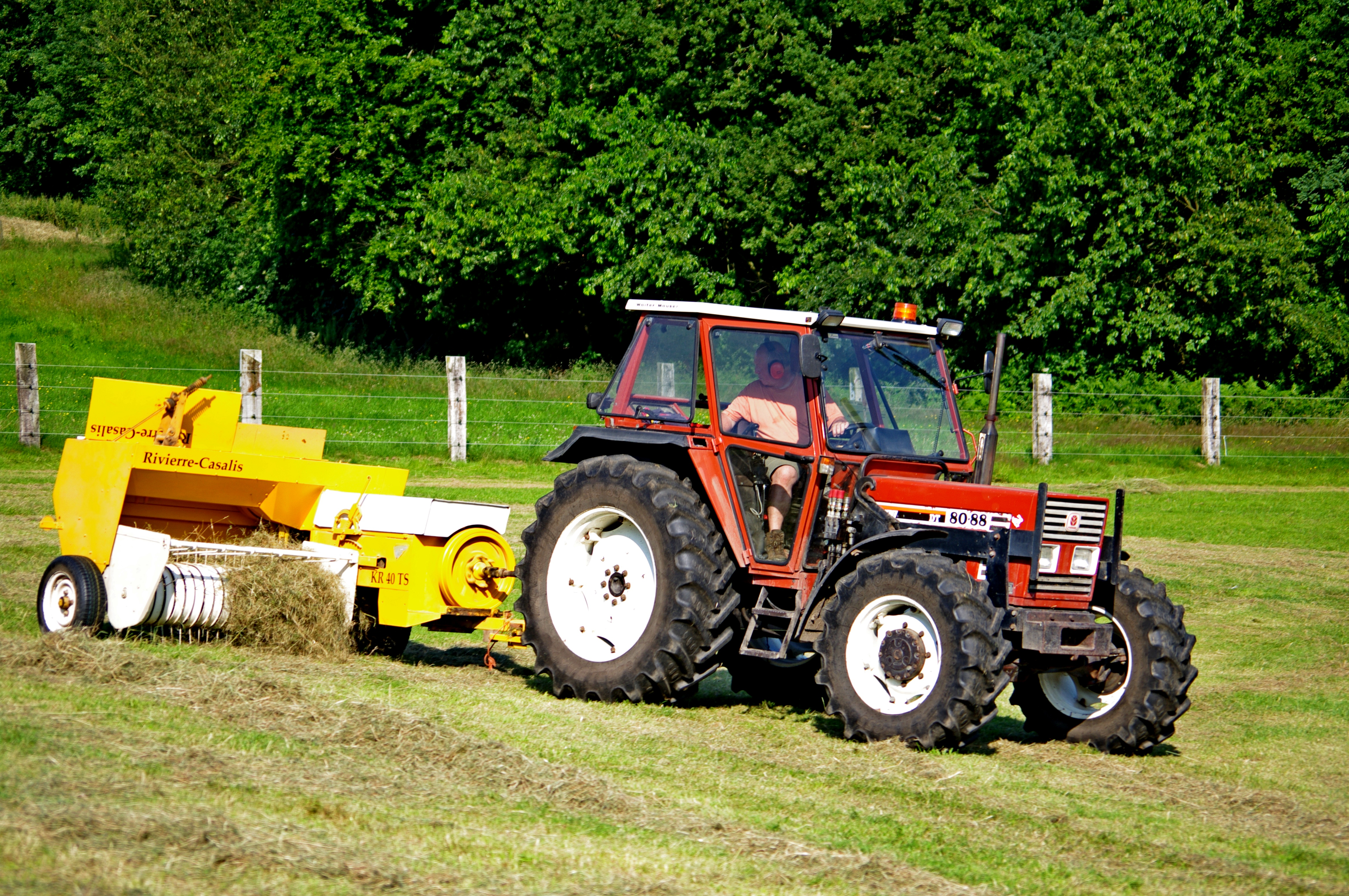
Ciągnik rolniczy Fiatagri 80-88 DT z prasą kostkującą Rivierre Casalis KR 40 TS

Rivierre-Casalis – były francuski producent maszyn rolniczych z siedzibą w Orléans, który specjalizuje się w produkcji maszyn do zbioru płodów rolnych. Produkowała pod markami Rivierre-Casalis, Massey Ferguson, Renault, Vicon.

## Historia
- 1886 r. – założenie firmy przez Désiré Rivièrre.
- 1966 r. – wyprodukowano pierwszy prototypowy kombajn do zbioru kolb kukurydzy Rivierre-Casalis ABM, który rok później rozpoczęto produkować seryjnie.[1]
- 1976 r. – wyprodukowano pierwszą francuską prasę zwijającą RC150.[2]
- 1977 r. – kilka sztuk kombajnów do kukurydzy Rivierre-Casalis ABM wyeksportowano do Polski.[3] W podobnym czasie na zlecenie FMŻ firma sprzedaje kilka kombajnów Bizon do Francji, które z powodu niskiej wydajności szczególnie w kukurydzy nie przyjęły się. Rivierre-Casalis importuje polskie rozrzutniki obornika i sprzedaje je pod własną marką.[4]
- 1978 r. - Renault Agriculture przejmuje kontrolę nad Rivierre-Casalis.[5]
- 1982 r. - Na podstawie umowy sieczkarnie i przyczepy samozbierająca Rivierre-Casalis będą sprzedawane również w barwach Vicon i Mengele.[4]
- 13 października 1987 r. - Renault Agriculture sprzedaje swoje udziały w Riviere Casalis na rzecz Vicon. Przeniesienie produkcji do zakładu w Saint Jean de Braye.[6]
- 1990 r. - połączenie firm Vicon, Zweegers, Rivierre Casalis i Deutz-Fahr w jedną o nazwie Greenland[7]
- 1998 r. - przejęcie zakładu przez Kverneland Group
- 2001 r. - zamknięcie produkcji i przeniesienie jej do fabryki w Geldrop.[8] Utworzenie magazynu części.